# Eduard Helly
Eduard Helly (1 de junio de 1884, Viena – 28 de noviembre de 1943, Chicago) fue un matemático que dio su nombre al Teorema de Helly, las Familias de Helly, el Teorema de selección de Helly, la Métrica de Helly y el Teorema Helly–Bray.

## Vida
Helly obtuvo su doctorado en la Universidad de Viena en 1907, bajo dos directores, Wilhelm Wirtinger y Franz Mertens. Luego continuó sus estudios por otro año en la Universidad de Göttingen; Richard Courant, que también estaba estudiando allí al mismo tiempo, cuenta una historia de Helly interrumpiendo una de las charlas de Courant, lo que afortunadamente no impidió que David Hilbert finalmente contratara a Courant como ayudante. Luego de regresar a Viena, Helly trabajó como tutor, profesor de Liceo, y editor de libros de texto hasta la Primera Guerra Mundial, cuándo se enlistó en el ejército austriaco. Recibió un disparo en 1915, y pasó el resto de la guerra como prisionero de los rusos. En un campamento para prisioneros en Berezovka, Siberia,  organizó un seminario matemático en el que Tibor Radó, que entonces era ingeniero, empezó a interesarse en la matemática pura. Mientras estuvo prisionero en otro campamento en Nikolsk-Ussuriysk, también en Siberia, Helly realizó importantes contribuciones al análisis funcional.
Tras un complicado viaje de regreso, Helly finalmente volvió a Viena en 1920, se casó con la matemática Elise Bloch en 1921, y también en 1921 ganó su habilitación. Incapaz de obtener una posición pagada en la universidad porque era visto como demasiado viejo y demasiado judío,  trabajó en un banco hasta la crisis financiera de 1929, y luego para una compañía de seguros. Después de la anexión de Austria por el Nazismo en 1938,  perdió ese trabajo también, y huyó a América. Con la asistencia de Albert Einstein  logró encontrar puestos de enseñanza en dos institutos terciarios de New Jersey, antes de mudarse con su mujer a Chicago en 1941, para trabajar para el Cuerpo de Señales del Ejército de EE. UU. En Chicago,  sufrió dos ataques cardíacos, muriendo a consecuencia del segundo.

## Contribuciones
En el mismo trabajo de 1912 en el que introdujo el Teorema de selección de Helly sobre la convergencia de secuencias de funciones, Helly publicó una prueba de un caso especial del Teorema de Hahn–Banach, 15 años antes de que Hans Hahn y Stefan Banach lo descubrieran independientemente. La prueba de Helly sólo cubre funciones continuas sobre intervalos cerrados de los números reales; el teorema más general requiere del lema de ultrafiltro, una variante debilitada del axioma de elección, el cual no había sido aún inventado. Junto con Hahn, Banach, y Norbert Wiener, Helly ha sido visto posteriormente como uno de los fundadores de la teoría de los espacios vectoriales normados.
Su más famoso resultado, el Teorema de Helly sobre los patrones de intersección de conjuntos convexos en espacios euclidianos, fue publicado en 1923. El teorema declara que, si F es una familia de conjuntos convexos d-dimensionales con la propiedad de que cada d + 1 conjuntos tienen una intersección no vacía, entonces la familia entera tiene una intersección no vacía. Las Familias de Helly, que reciben su nombre por este teorema, son una generalización en la teoría de los conjuntos de esta propiedad de intersección:  son las familias de conjuntos en los que las subfamilias mínimas con intersección vacía constan de un número acotado de conjuntos.

## Publicaciones selectas
- Helly, E. (1912), «Über lineare Funktionaloperationen», Wien. Ber. (en alemán) 121: 265-297, Zbl 43.0418.02.Ber. (Helly, E. (1912), «Über lineare Funktionaloperationen», Wien. Ber. (en alemán) 121: 265-297, Zbl 43.0418.02.) Helly, E. (1912), «Über lineare Funktionaloperationen», Wien. Ber. (en alemán) 121: 265-297, Zbl 43.0418.02.: 265@–297, Helly, E. (1912), «Über lineare Funktionaloperationen», Wien. Ber. (en alemán) 121: 265-297, Zbl 43.0418.02. Helly, E. (1912), «Über lineare Funktionaloperationen», Wien. Ber. (en alemán) 121: 265-297, Zbl 43.0418.02. .
- Helly, E. (1923), «Über Mengen konvexer Körper mit gemeinschaftlichen Punkten.», J. Deutsche Math.-Ver. (en alemán) 32: 175-176, Zbl 49.0534.02. (Helly, E. (1923), «Über Mengen konvexer Körper mit gemeinschaftlichen Punkten.», J. Deutsche Math.-Ver. (en alemán) 32: 175-176, Zbl 49.0534.02.) Helly, E. (1923), «Über Mengen konvexer Körper mit gemeinschaftlichen Punkten.», J. Deutsche Math.-Ver. (en alemán) 32: 175-176, Zbl 49.0534.02.: 175@–176, Helly, E. (1923), «Über Mengen konvexer Körper mit gemeinschaftlichen Punkten.», J. Deutsche Math.-Ver. (en alemán) 32: 175-176, Zbl 49.0534.02. Helly, E. (1923), «Über Mengen konvexer Körper mit gemeinschaftlichen Punkten.», J. Deutsche Math.-Ver. (en alemán) 32: 175-176, Zbl 49.0534.02. .